# Junioren-Fußballweltmeisterschaft 1983
Die 4. FIFA Junioren-Fußballweltmeisterschaft (offiziell: FIFA/Coca-Cola Cup – II World Youth Championship) fand vom 2. bis zum 19. Juni 1983 in Mexiko statt. Den Weltmeistertitel konnte sich die brasilianische Mannschaft mit einem 1:0-Sieg gegen den südamerikanischen Rivalen Argentinien sichern.
Zum besten Spieler des Turniers wurde der Brasilianer Geovani Silva gewählt, der mit 6 Toren auch Torschützenkönig wurde.
Mit durchschnittlich 36.099 Zuschauern pro Spiel war dieses Turnier bisher die Juniorenweltmeisterschaft mit dem höchsten Zuschauerschnitt. Die 110.000 Zuschauer im Aztekenstadion von Mexiko-Stadt beim Finale stellen ebenfalls einen Rekord für ein Juniorenweltmeisterschaftsspiel dar.
Aus dem deutschsprachigen Raum konnte sich lediglich Österreich für die WM-Endrunde qualifizieren, schied jedoch punkt- und torlos in der Vorrunde aus.

## Spielorte
- Guadalajara – Estadio Jalisco
- Irapuato – Estadio Irapuato
- León – Estadio León
- Mexiko-Stadt – Aztekenstadion
- Monterrey – Estadio Tecnológico
- Puebla – Estadio Cuauhtémoc
- Toluca – Estadio Nemesio Díez

## Teilnehmer
| 6 aus Europa                  | Niederlande    | Österreich | Polen   | Schottland | Sowjetunion | Tschechoslowakei |
| 3 aus Südamerika              | Argentinien    | Brasilien  | Uruguay |            |             |                  |
| 2 aus Asien                   | China          | Südkorea   |         |            |             |                  |
| 2 aus Afrika                  | Elfenbeinküste | Nigeria    |         |            |             |                  |
| 2 aus Nord- und Mittelamerika | Mexiko         | USA        |         |            |             |                  |
| 1 aus Ozeanien                | Australien     |            |         |            |             |                  |

### Mannschaften aus dem deutschsprachigen Raum
| Spieler                 | Verein                | Einsätze | Tore |   |   |
| ----------------------- | --------------------- | -------- | ---- | - | - |
| 01 – Franz Wohlfahrt    | FK Austria Wien       | 3        | –    | – | – |
| 02 – Andreas Cvetko     | SK Austria Klagenfurt | 3        | –    | 1 | – |
| 03 – Robert Frind       | FK Austria Wien       | 3        | –    | – | – |
| 04 – Josef Kleinbichler | SSW Innsbruck         | 3        | –    | – | – |
| 05 – Alfred Stumpfl     | SK Austria Klagenfurt | 3        | –    | 1 | – |
| 06 – Alfred Tatar       | Wiener Sport-Club     | 3        | –    | 1 | – |
| 07 – Andreas Ogris      | FK Austria Wien       | 3        | –    | – | – |
| 08 – Alois Weinrich     | SC Neusiedl am See    | 3        | –    | – | – |
| 09 – Toni Polster       | FK Austria Wien       | 2        | –    | 1 | 1 |
| 10 – Günter Haizinger   | SK VOEST Linz         | 3        | –    | – | – |
| 11 – Rupert Marko       | SK Sturm Graz         | 3        | –    | – | – |
| 12 – Hannes Gort        | FC St. Gallen         | 1        | –    | – | – |
| 13 – Gerald Rieder      | SV Austria Salzburg   | 3        | –    | – | – |
| 14 – Josef Hrstic       | SK Austria Klagenfurt | 2        | –    | 2 | – |
| 15 – Michael Strobl     | SK Sturm Graz         | –        | –    | – | – |
| 16 – Michael Gabriel    | Eintracht Frankfurt   | 1        | –    | – | – |
| 17 – Walter Obexer      | SSW Innsbruck         | –        | –    | – | – |
| 18 – Bernd Walcher      | SC Mittersill         | –        | –    | – | – |

- Trainer: Gerhard Hitzel

## Vorrunde
Die Vorrunde wurde in 4 Gruppen mit jeweils 4 Mannschaften ausgetragen. Die jeweils beiden Erstplatzierten aller Gruppen qualifizierten sich für das Viertelfinale.
Alle Spiele fanden zur UTC-6, MESZ-7 statt.

### Gruppe A
| Pl. | Land       | Sp. | S | U | N | Tore    | Diff. | Punkte |
| --- | ---------- | --- | - | - | - | ------- | ----- | ------ |
| 1.  | Schottland | 3   | 2 | 0 | 1 | 004:200 | +2    | 04:20  |
| 2.  | Südkorea   | 3   | 2 | 0 | 1 | 004:400 | ±0    | 04:20  |
| 3.  | Australien | 3   | 1 | 1 | 1 | 004:400 | ±0    | 03:30  |
| 3.  | Mexiko     | 3   | 0 | 1 | 2 | 002:400 | −2    | 01:50  |

|                                                               |   |            |           |
| 2. Juni 1983 um 21:00 Uhr in Mexiko-Stadt (108.900 Zuschauer) |   |            |           |
| Mexiko                                                        | – | Australien | 1:1 (1:0) |
| 3. Juni 1983 um 15:00 Uhr in Toluca (26.191 Zuschauer)        |   |            |           |
| Südkorea                                                      | – | Schottland | 0:2 (0:0) |
| 5. Juni 1983 um 12:00 Uhr in Mexiko-Stadt (71.198 Zuschauer)  |   |            |           |
| Südkorea                                                      | – | Mexiko     | 2:1 (1:1) |
| 5. Juni 1983 um 16:00 Uhr in Toluca (22.111 Zuschauer)        |   |            |           |
| Schottland                                                    | – | Australien | 1:2 (0:0) |
| 8. Juni 1983 um 16:00 Uhr in Toluca (24.812 Zuschauer)        |   |            |           |
| Australien                                                    | – | Südkorea   | 1:2 (0:2) |
| 8. Juni 1983 um 20:00 Uhr in Mexiko-Stadt (86.582 Zuschauer)  |   |            |           |
| Mexiko                                                        | – | Schottland | 0:1 (0:1) |

### Gruppe B
| Pl. | Land           | Sp. | S | U | N | Tore    | Diff. | Punkte |
| --- | -------------- | --- | - | - | - | ------- | ----- | ------ |
| 1.  | Uruguay        | 3   | 2 | 1 | 0 | 006:300 | +3    | 05:10  |
| 2.  | Polen          | 3   | 2 | 0 | 1 | 010:500 | +5    | 04:20  |
| 3.  | USA            | 3   | 1 | 0 | 2 | 003:500 | −2    | 02:40  |
| 3.  | Elfenbeinküste | 3   | 0 | 1 | 2 | 002:800 | −6    | 01:50  |

|                                                             |   |                |           |
| 3. Juni 1983 um 14:00 Uhr in Puebla (14.130 Zuschauer)      |   |                |           |
| Polen                                                       | – | Elfenbeinküste | 7:2 (3:0) |
| 3. Juni 1983 um 19:00 Uhr in Guadalajara (17.821 Zuschauer) |   |                |           |
| Uruguay                                                     | – | USA            | 3:2 (1:0) |
| 5. Juni 1983 um 14:00 Uhr in Puebla (11.836 Zuschauer)      |   |                |           |
| USA                                                         | – | Elfenbeinküste | 1:0 (0:0) |
| 6. Juni 1983 um 17:00 Uhr in León (23.117 Zuschauer)        |   |                |           |
| Uruguay                                                     | – | Polen          | 3:1 (0:0) |
| 8. Juni 1983 um 14:00 Uhr in Puebla (16.103 Zuschauer)      |   |                |           |
| Polen                                                       | – | USA            | 2:0 (0:0) |
| 8. Juni 1983 um 15:00 Uhr in Irapuato (15.317 Zuschauer)    |   |                |           |
| Elfenbeinküste                                              | – | Uruguay        | 0:0       |

### Gruppe C
| Pl. | Land             | Sp. | S | U | N | Tore    | Diff. | Punkte |
| --- | ---------------- | --- | - | - | - | ------- | ----- | ------ |
| 1.  | Argentinien      | 3   | 3 | 0 | 0 | 010:000 | +10   | 06:0   |
| 2.  | Tschechoslowakei | 3   | 2 | 0 | 1 | 007:400 | +3    | 04:20  |
| 3.  | China            | 3   | 1 | 0 | 2 | 005:800 | −3    | 02:40  |
| 3.  | Österreich       | 3   | 0 | 0 | 3 | 000:100 | −10   | 0:60   |

|                                                              |   |                  |           |
| 4. Juni 1983 um 12:00 Uhr in Mexiko-Stadt (19.376 Zuschauer) |   |                  |           |
| China                                                        | – | Argentinien      | 0:5 (0:1) |
| 4. Juni 1983 um 14:00 Uhr in Puebla (21.112 Zuschauer)       |   |                  |           |
| Tschechoslowakei                                             | – | Österreich       | 4:0 (1:0) |
| 7. Juni 1983 um 15:00 Uhr in Irapuato (15.317 Zuschauer)     |   |                  |           |
| Tschechoslowakei                                             | – | China            | 3:2 (1:0) |
| 7. Juni 1983 um 19:00 Uhr in León (31.144 Zuschauer)         |   |                  |           |
| Österreich                                                   | – | Argentinien      | 0:3 (0:3) |
| 9. Juni 1983 um 17:00 Uhr in León (14.143 Zuschauer)         |   |                  |           |
| Argentinien                                                  | – | Tschechoslowakei | 2:0 (1:0) |
| 9. Juni 1983 um 15:00 Uhr in Irapuato (15.317 Zuschauer)     |   |                  |           |
| China                                                        | – | Österreich       | 3:0 (0:0) |

### Gruppe D
| Pl. | Land        | Sp. | S | U | N | Tore    | Diff. | Punkte |
| --- | ----------- | --- | - | - | - | ------- | ----- | ------ |
| 1.  | Brasilien   | 3   | 2 | 1 | 0 | 006:200 | +4    | 05:10  |
| 2.  | Niederlande | 3   | 1 | 2 | 0 | 004:300 | +1    | 04:20  |
| 3.  | Nigeria     | 3   | 1 | 1 | 1 | 001:300 | −2    | 03:30  |
| 3.  | Sowjetunion | 3   | 0 | 0 | 3 | 003:600 | −3    | 0:60   |

|                                                             |   |             |           |
| 4. Juni 1983 um 17:00 Uhr in Monterrey (37.837 Zuschauer)   |   |             |           |
| Sowjetunion                                                 | – | Nigeria     | 0:1 (0:0) |
| 4. Juni 1983 um 19:00 Uhr in Guadalajara (68.130 Zuschauer) |   |             |           |
| Niederlande                                                 | – | Brasilien   | 1:1 (0:0) |
| 6. Juni 1983 um 19:00 Uhr in Guadalajara (41.182 Zuschauer) |   |             |           |
| Brasilien                                                   | – | Nigeria     | 3:0 (3:0) |
| 6. Juni 1983 um 21:00 Uhr in Monterrey (27.136 Zuschauer)   |   |             |           |
| Niederlande                                                 | – | Sowjetunion | 3:2 (1:0) |
| 9. Juni 1983 um 19:00 Uhr in Guadalajara (31.380 Zuschauer) |   |             |           |
| Sowjetunion                                                 | – | Brasilien   | 1:2 (0:0) |
| 9. Juni 1983 um 21:00 Uhr in Monterrey (41.283 Zuschauer)   |   |             |           |
| Nigeria                                                     | – | Niederlande | 0:0       |

## Finalrunde

### Übersicht
|  | Viertelfinale    | Viertelfinale |             |           | Halbfinale       | Halbfinale |  |  | Finale | Finale |
|  |                  |               |             |           |                  |            |  |  |        |        |
|  |                  |               |             |           |                  |            |  |  |        |        |
|  | Schottland       | 0             |             |           |                  |            |  |  |        |        |
|  | Schottland       | 0             |             |           |                  |            |  |  |        |        |
|  | Polen            | 1             |             |           |                  |            |  |  |        |        |
|  | Polen            | 1             | Polen       | 0         |                  |            |  |  |        |        |
|  |                  |               | Polen       | 0         |                  |            |  |  |        |        |
|  |                  | Argentinien   | 1           |           |                  |            |  |  |        |        |
|  | Argentinien      | Argentinien   | 1           | 2         |                  |            |  |  |        |        |
|  | Argentinien      |               |             | 2         |                  |            |  |  |        |        |
|  | Niederlande      | 1             |             |           |                  |            |  |  |        |        |
|  |                  |               | Argentinien | 0         |                  |            |  |  |        |        |
|  |                  |               |             | Brasilien | 1                |            |  |  |        |        |
|  | Uruguay          | 1             |             |           |                  |            |  |  |        |        |
|  | Südkorea         | V2V           |             |           |                  |            |  |  |        |        |
|  | Südkorea         | V2V           | Südkorea    | 1         |                  |            |  |  |        |        |
|  |                  |               | Südkorea    | 1         | Spiel um Platz 3 |            |  |  |        |        |
|  |                  | Brasilien     | 2           |           |                  |            |  |  |        |        |
|  | Brasilien        | Brasilien     | 2           | 4         | Polen            | V2V        |  |  |        |        |
|  | Brasilien        |               |             | 4         | Polen            | V2V        |  |  |        |        |
|  | Tschechoslowakei | 1             |             | Südkorea  | 1                |            |  |  |        |        |
|  | Tschechoslowakei | 1             |             |           | 1                |            |  |  |        |        |
|  |                  |               |             |           |                  |            |  |  |        |        |

V Sieg nach Verlängerung

### Viertelfinale
|                                                   |   |                          |                                                       |
| Sa., 11. Juni 1983 um 12:00 Uhr in Mexiko-Stadt   |   |                          |                                                       |
| Schottland                                        | – | Polen                    | 0:1 (0:1)                                             |
|                                                   |   | Klemenz (5.)             | Zuschauer: 11.986 Schiedsrichter: Biguet (Frankreich) |
| Sa., 11. Juni 1983 um 17:00 Uhr in Monterrey      |   |                          |                                                       |
| Uruguay                                           | – | Südkorea                 | 1:2 n. V. (0:0)                                       |
| Martínez (71.)                                    |   | Shin Yeon-Ho (54., 104.) | Zuschauer: 11.986 Schiedsrichter: Alfaro (Costa Rica) |
| So., 12. Juni 1983 um 12:00 Uhr in León           |   |                          |                                                       |
| Argentinien                                       | – | Niederlande              | 2:1 (0:1)                                             |
| Borelli (65.) Gaona (90.)                         |   | van Basten (4.)          | Zuschauer: 24,830 Schiedsrichter: Hackett (England)   |
| So., 12. Juni 1983 um 12:00 Uhr in Guadalajara    |   |                          |                                                       |
| Brasilien                                         | – | Tschechoslowakei         | 4:1 (3:1)                                             |
| Dunga (18.) Bebeto (29.) Geovani Silva (40., 60.) |   | Dostal (6.)              | Zuschauer: 36.183 Schiedsrichter: Zermeno (Mexiko)    |

### Halbfinale
|                                                 |   |                           |                                                        |
| Mi., 15. Juni 1983 um 17:00 Uhr in Mexiko-Stadt |   |                           |                                                        |
| Polen                                           | – | Argentinien               | 0:1 (0:0)                                              |
|                                                 |   | Zaráte (59.)              | Zuschauer: 39.896 Schiedsrichter: Bazán (Uruguay)      |
| Mi., 15. Juni 1983 um 17:00 Uhr in Monterrey    |   |                           |                                                        |
| Südkorea                                        | – | Brasilien                 | 1:2 (1:1)                                              |
| Kim Jong-Boo (14.)                              |   | Popoca (22.) Santos (81.) | Zuschauer: 55.914 Schiedsrichter: Keizer (Niederlande) |

### Spiel um Platz 3
|                                                |   |                   |                                                        |
| Sa., 18. Juni 1983 um 17:00 Uhr in Guadalajara |   |                   |                                                        |
| Polen                                          | – | Südkorea          | 2:1 n.V (0:1)                                          |
| Krauze (77.) Szczepański (103.)                |   | Lee Ki-keun (37.) | Zuschauer: 35.000 Schiedsrichter: Ferreira (Brasilien) |

### Finale
|                                                 |   |                     |                                                        |
| So., 19. Juni 1983 um 12:00 Uhr in Mexiko-Stadt |   |                     |                                                        |
| Argentinien                                     | – | Brasilien           | 0:1 (0:1)                                              |
|                                                 |   | Geovani Silva (39.) | Zuschauer: 110.000 Schiedsrichter: Biguet (Frankreich) |

## Beste Torschützen
Nachfolgend sind die besten Torschützen der Junioren-WM 1983 aufgeführt. Die Sortierung erfolgt nach Anzahl ihrer Treffer bzw. bei gleicher Toranzahl alphabetisch.
| Platz | Spieler          | Tore |
| ----- | ---------------- | ---- |
| 1     | Geovani Silva    | 6    |
| 2     | Joachim Klemenz  | 5    |
| 3     | Jorge Gabrich    | 4    |
| 4     | Stanislav Dostál | 3    |
|       | Carlos Aguilera  | 3    |
|       | Shin Yon-Ho      | 3    |
|       | Roberto Zarate   | 3    |

## Auszeichnungen
| Goldener Ball        | Silberner Ball  | Bronzener Ball  |
| -------------------- | --------------- | --------------- |
| Geovani Silva        | Roberto Zarate  | Luis Islas      |
| Goldener Schuh       | Silberner Schuh | Bronzener Schuh |
| Geovani Silva        | Joachim Klemenz | Jorge Gabrich   |
| 6 Tore               | 5 Tore          | 4 Tore          |
| FIFA Fair Play Award |                 |                 |
| Südkorea             |                 |                 |